# American Type Culture Collection
L'American Type Culture Collection o ATCC és una organització estatunidenca privada sense ànim de lucre que recull, emmagatzema i distribueix microorganismes de referència, línies cel·lulars i altres materials per a la recerca i el desenvolupament. Fundada el 1925 per servir com a centre nacional de dipòsit i distribució d'espècimens microbiològics, ATCC ha crescut des de llavors fins a distribuir-se en més de cent cinquanta països. Actualment és la institució que emmagatzema la col·lecció més gran i diversa de microorganismes i materials relacionats del món.
La seu central i les instal·lacions de producció de l'ATCC es troben en un edifici de 11.700 m² a Manassas (Virgínia). Això inclou el dipòsit de material biològic de 1.700 m² que conté dos-cents congeladors per emmagatzemar biomaterials, entre els quals hi ha tancs de nitrogen líquid, congeladors de –80 °C i cambres frigorífiques per a l'emmagatzematge a 4 °C. L'electricitat del dipòsit està protegida per generadors in situ. La instal·lació també inclou 3.300 m² d'espai de laboratoris.
Existeixen altres organismes semblants a altres països com ara l'ECACC (European Collection of Authenticated Cell Cultures) al Regne Unit, el CBA (CellBank Australia) a Austràlia, la Col·lecció Alemanya de Microorganismes i Cultius Cel·lulars (DSMZ, de l'alemany Deutsche Sammlung von Mikroorganismen und Zellkulturen), que es troba Braunschweig, o la Col·lecció Espanyola de Cultius Tipus (CECT), que es troba a la Universitat de València.